# イポリット・ベランジェ
イポリット・ベランジェ（Hippolyte Bellangé、1800年2月6日 - 1866年4月10日）はフランスの画家、版画家である。軍事に関する版画、絵画を制作した。

## 略歴
パリで家具職人の息子に生まれた。lycée impérial Bonaparteで学んで商売をしばらくした後、1816年に画家、アントワーヌ＝ジャン・グロの工房に入った。
当時、グロの工房ではリチャード・パークス・ボニントンやウジェーヌ・ラミ、カミーユ・ロクプラン、ポール・ドラローシュらが学んでいた。同じくグロのもとで学んだ、8歳年上の版画家、画家のニコラ＝トゥサン・シャルレと友人になり、2人はロマン派の画家、テオドール・ジェリコーの作品に魅かれていた。後にシャルレとベランジェは19世紀半ばのフランスを代表する戦争画家となる。シャルレの影響で、ベランジェも版画に取り組み、1823年から1835年の間に15冊の版画集を出版し、軍事をテーマにした版画は、人々から人気を集めた。
版画から徐々に絵画を好むようになり、1822年のサロン・ド・パリに初めて出展し、1824年のサロンでは2等メダルを受賞した。7月王政下で、ナポレオンの人気が復活していた1838年のサロンに『エルバ島から帰還したナポレオン』を出展し、大きな成功を収め、この年レジオンドヌール勲章（シュヴァリエ）を受勲した。この作品を自ら版画にして出版し、さらに戦争画の大作を描き、戦争画家としての評価を確立した。
1837年からノルマンディーのルーアンに住み、ルーアン美術館の学芸員も務めた。1857年いパリに戻った後はフランス第二帝政時代に起きた戦争を題材に描いた。クリミア戦争を題材にした版画集も出版した。

## 作品

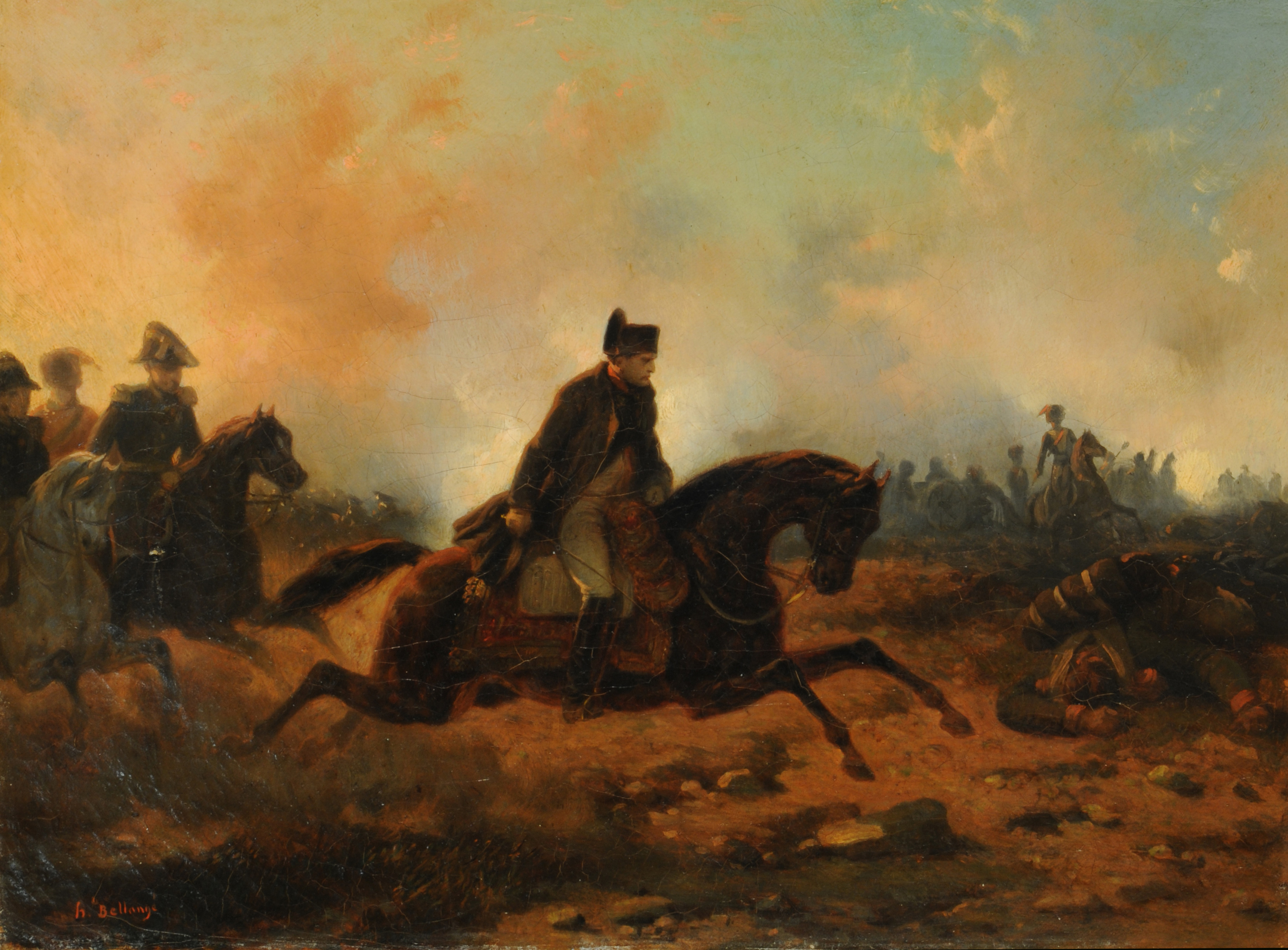
ワーテルローで突撃するナポレオン
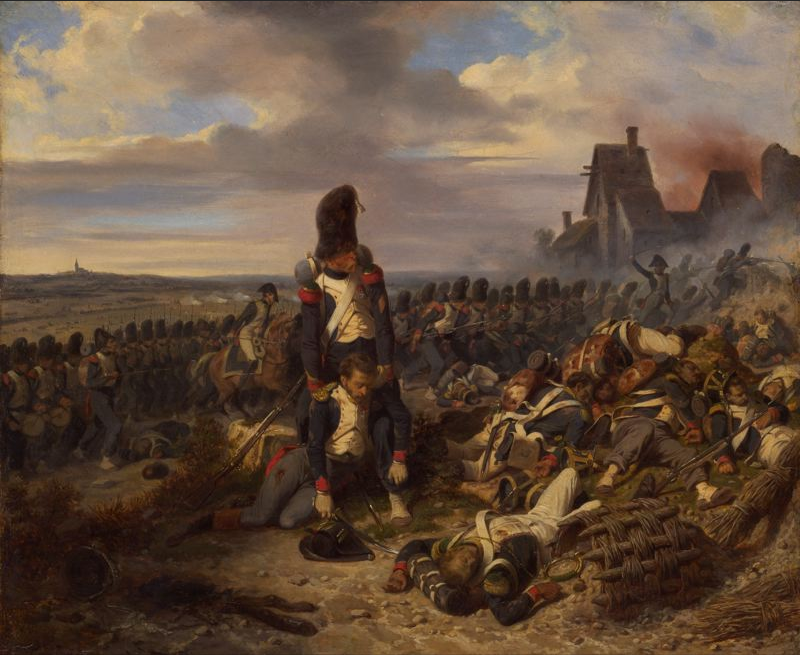
(1825)
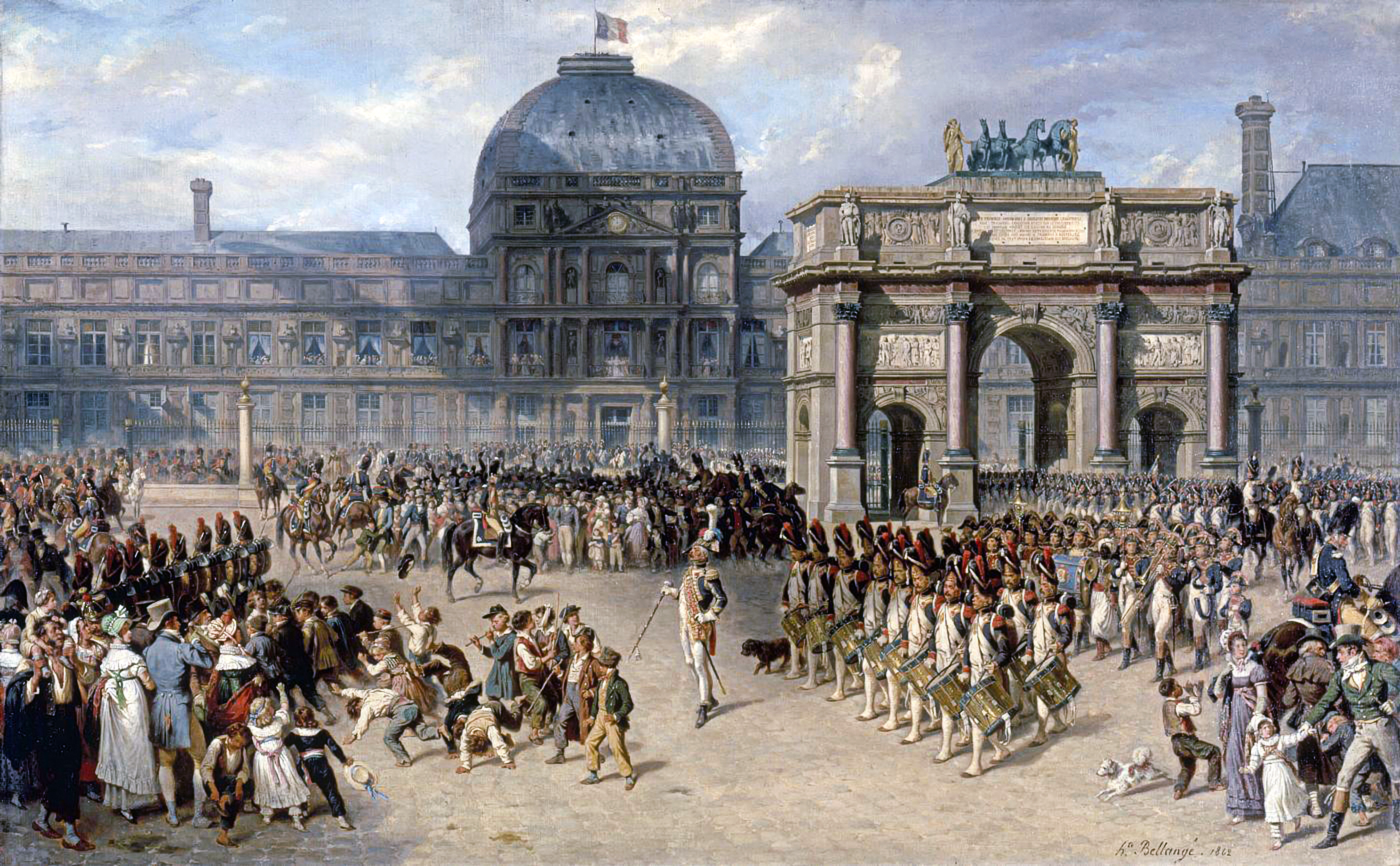
1810年の閲兵式

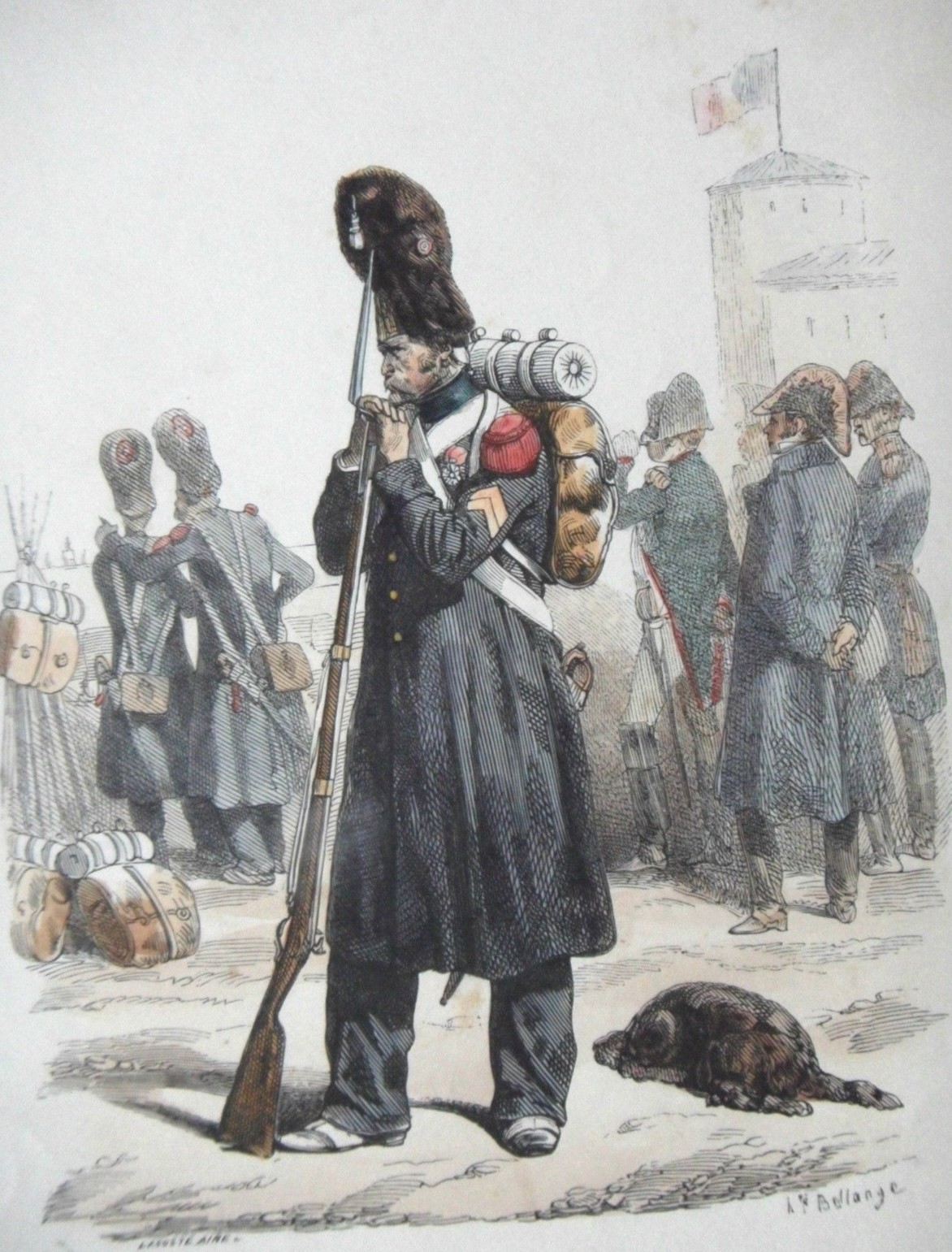
近衛兵
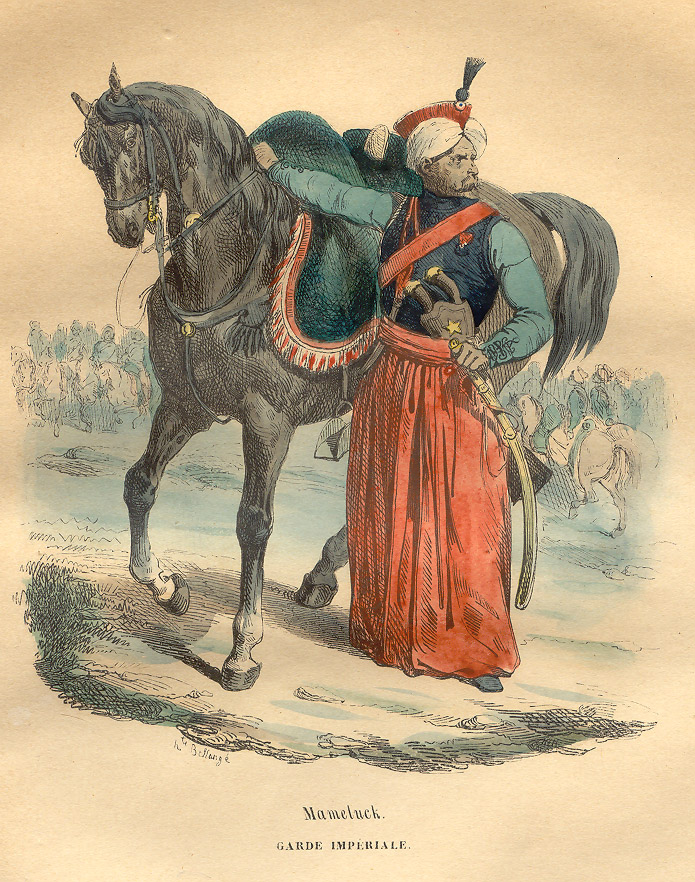
ナポレオン戦争時のマムルーク
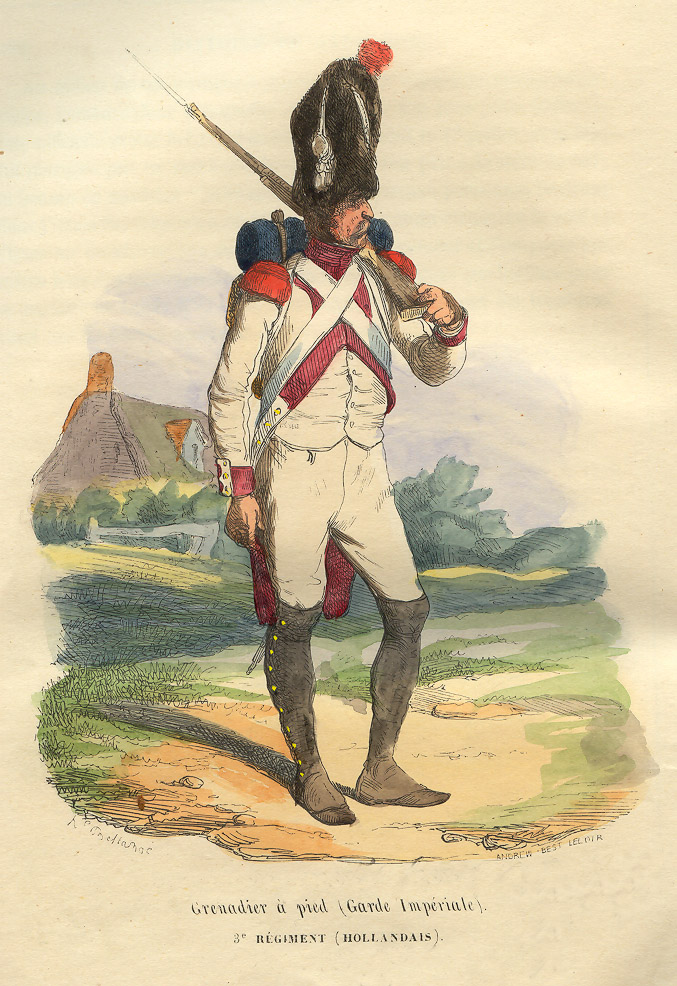
オランダ近衛兵
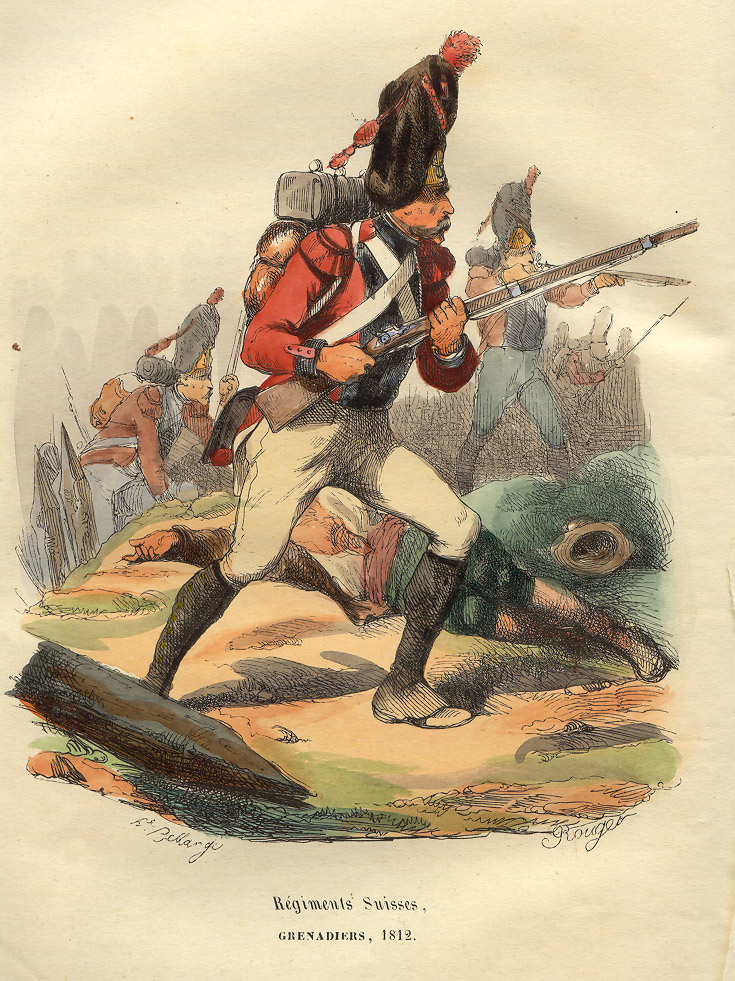
スイス近衛兵